# Selinum aristatum
Selinum aristatum är en flockblommig växtart som beskrevs av William Aiton och Heinrich Friedrich Link. Selinum aristatum ingår i släktet krusfrön, och familjen flockblommiga växter. Inga underarter finns listade i Catalogue of Life.